# Olympische Geschichte der Philippinen
| Gelbes Symbol für Goldmedaillen mit stilisierten Olympischen Ringen | Graues Symbol für Silbermedaillen mit stilisierten Olympischen Ringen | Braundes Symbol für Bronzemedaillen mit stilisierten Olympischen Ringen |
| ------------------------------------------------------------------- | --------------------------------------------------------------------- | ----------------------------------------------------------------------- |
| 1                                                                   | 3                                                                     | 8                                                                       |

Die Philippinen, deren NOK, das Philippine Olympic Committee, 1911 gegründet und 1929 vom IOC anerkannt wurde, nehmen seit 1924 an Olympischen Sommerspielen teil. 1980 folgte man dem Boykottaufruf der Spiele von Moskau. Seit 1972 nehmen philippinische Wintersportler unregelmäßig an Winterspielen teil. Jugendliche Athleten nahmen an beiden bislang ausgetragenen Jugend-Sommerspielen und an den ersten Jugend-Winterspielen teil.

## Übersicht

### Sommerspiele

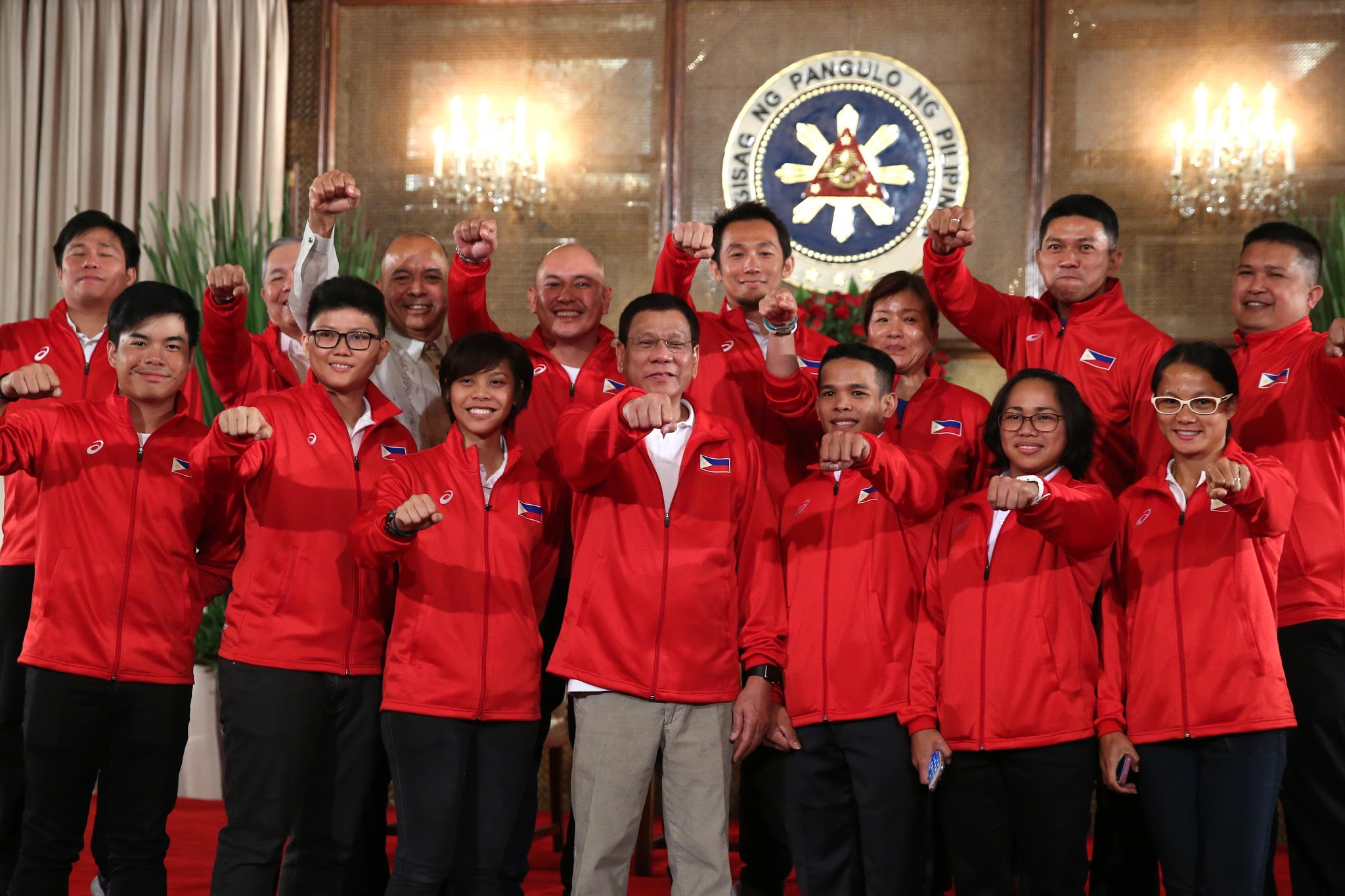
Der philippinische Präsident Rodrigo Duterte (vorne Mitte) mit einem Teil der Olympiamannschaft 2016. U.a. mit Kirstie Alora (vorne 2.v.l.), Nestor Colonia (vorne 3.v.r.), Hidilyn Diaz (vorne 2.v.r.), Ian Lariba (vorne 3.v.l.), Marestella Sunang (vorne r.) und Miguel Tabuena (vorne l.)

Die erste Olympiamannschaft der Philippinen bestand aus einem Leichtathleten. Der Sprinter David Nepomuceno war am 6. Juli 1924 der erste Olympionike der Philippinen. Die erste Frau des Landes war am 27. November 1956 die Hürdensprinterin Manolita Cinco.
Neben Leichtathleten gingen in der Folgezeit auch philippinische Schwimmer (ab 1928), Boxer (ab 1932), Ringer, Sportschützen und Basketballspieler (ab 1936), Gewichtheber (ab 1948), Segler (ab 1960), Judoka, Radsportler und Turner (ab 1964), Bogenschützen (ab 1972), Fechter und Ruderer (ab 1988), Reiter (ab 1992), Badmintonspieler (ab 1996), Taekwondoin und Wasserspringer (ab 2000) sowie Golfer und Tischtennisspieler (ab 2016) an den Start.
Der Schwimmer Teófilo Yldefonso wurde 1928 der erste philippinische Medaillengewinner. Über 200 Meter Brust gewann er die Bronzemedaille. Vier Jahre später in Los Angeles konnte er seinen Erfolg wiederholen. Sein Teamkamerad Jikirum Adjaluddin wurde Fünfter. Auch der Leichtathlet Simeon Toribio konnte eine Medaille gewinnen. Im Hochsprung holte er Bronze. Eine weitere Bronzemedaille gewann der Boxer José Luis Villanueva im Bantamgewicht.
In Berlin 1936 gewann der Leichtathlet Miguel White über 400 Meter Hürden Bronze. Teófilo Yldefonso erreichte über 200 Meter Brust Platz 7. Der Sportschütze Martin Gison belegte Platz 4 im Liegendanschlag mit dem Kleinkalibergewehr. Die Basketballmannschaft scheiterte erst im Viertelfinale an den USA. Nach zwei Siegen in der Platzierungsrunde wurde das Team Fünfter.
1948 wurde die Basketballmannschaft nur auf Grund der schlechteren Korbdifferenz auf Gruppenplatz 5 gewertet. Zum Erreichen des Viertelfinals fehlten 47 Körbe. In der Platzierungsrunde erreichte das Team Platz 12. Der Gewichtheber Rodrigo del Rosario erreichte im Federgewicht Platz 5. 1952 verbesserte er sich auf Platz 4. Sein Teamkamerad Pedro Landero wurde im Bantamgewicht Sechster. Das Basketballteam wurde Neunter. 1956 konnte sich das Team wieder für das Viertelfinale qualifizieren, konnte sich dort jedoch nicht durchsetzen. Nach der Platzierungsrunde wurde die Mannschaft Siebter.
Nach 28 Jahren Pause konnte 1964 in Tokio wieder eine Medaille gefeiert werden. Der Boxer Anthony Villanueva gewann Silber im Federgewicht. 1972 traf die Basketballmannschaft in der Vorrunde auf die Mannschaft der Bundesrepublik Deutschland und verlor mit 74:93. Erst 1988 in Seoul gab es wieder einen Erfolg. Der Boxer Leopoldo Serantes gewann Bronze im Halbfliegengewicht. 1992 folgte in der gleichen Gewichtsklasse Roel Velasco ebenfalls mit Bronze. Roels Bruder Mansueto Velasco kämpfte 1996 ebenfalls im Halbfliegengewicht und gewann Silber.
2016 in Rio de Janeiro konnte erstmals eine philippinische Frau eine Medaille gewinnen. Die Gewichtheberin Hidilyn Diaz gewann Silber im Federgewicht.

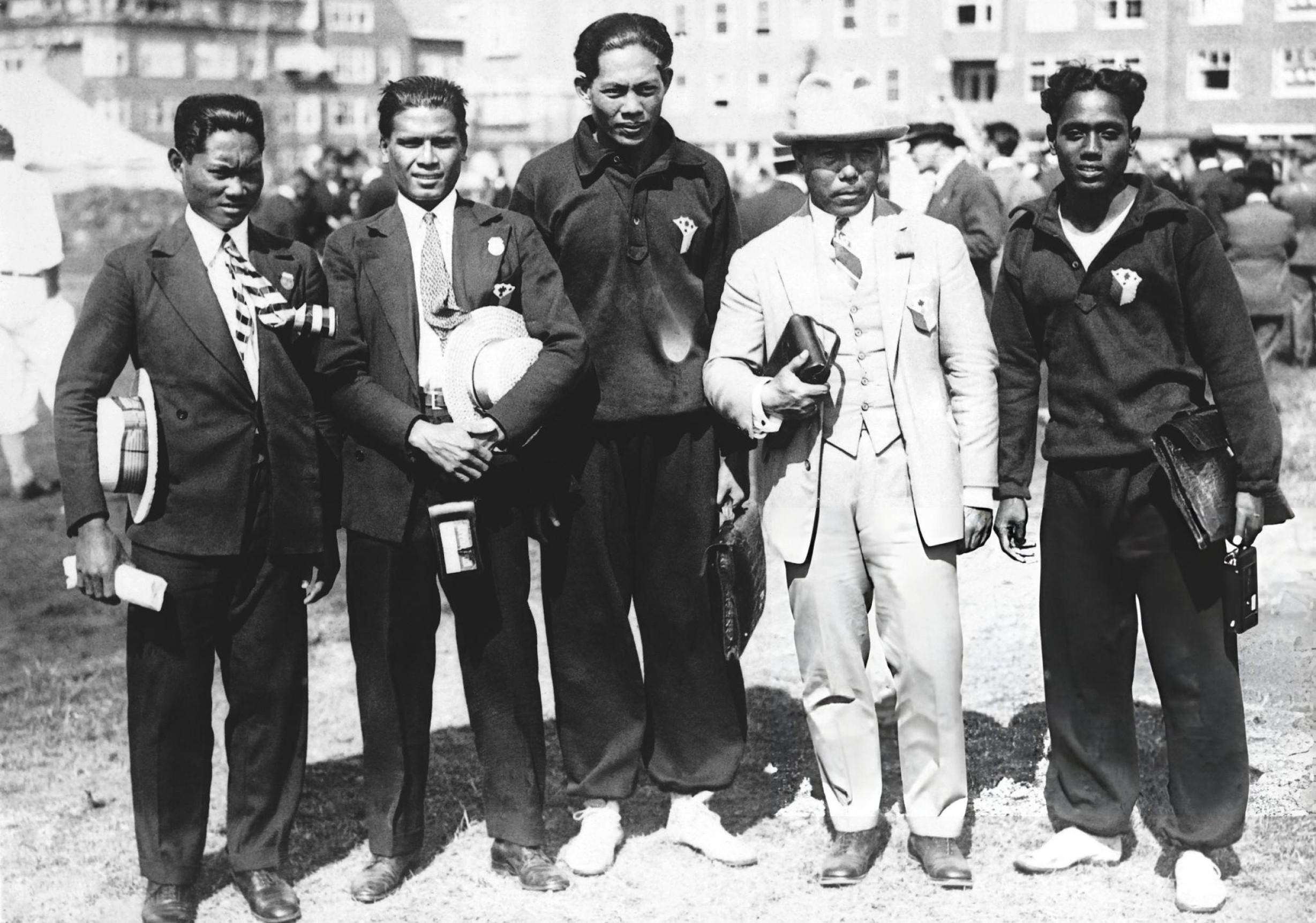
Die philippinische Mannschaft 1928: Taburan Tamse (l.), Teófilo Yldefonso (2.v.l.), Simeon Toribio (Mitte), Anselmo Gonzaga (r.)
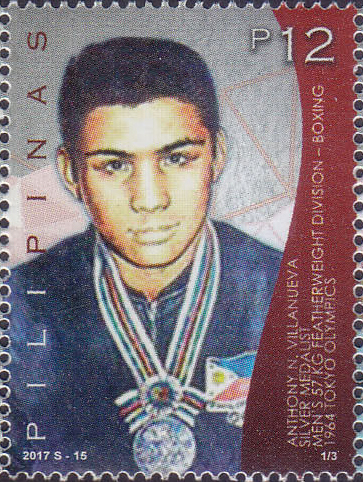
Anthony Villanueva, Silber 1964, auf einer philippinischen Briefmarke von 2017
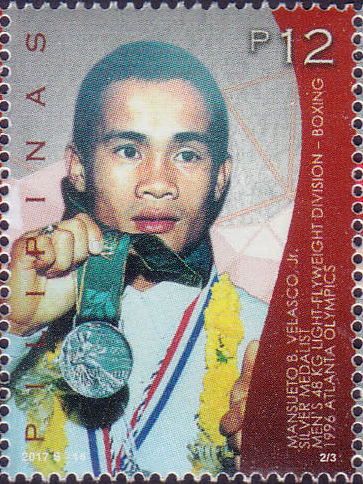
Mansueto Velasco, Silber 1996, auf einer philippinischen Briefmarke von 2017
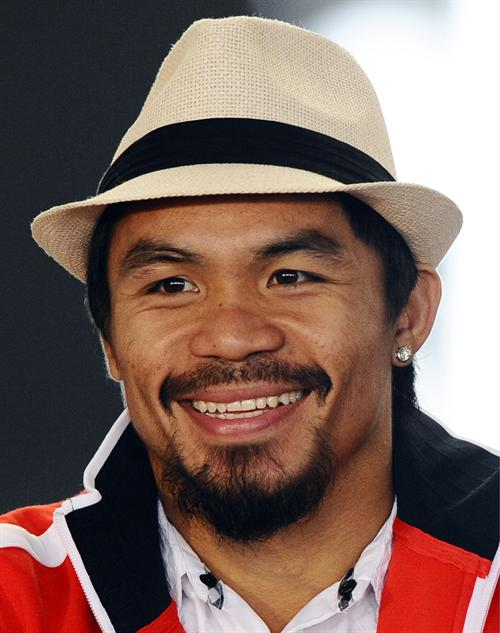
Profiboxer Manny Pacquiao war 2008 Flaggenträger der Philippinen

### Winterspiele
1972 waren die Philippinen erstmals bei Olympischen Winterspielen vertreten. Am 9. Februar 1972 gingen die Skirennfahrer Ben Nanasca und Juan Cipriano als erste Winter-Olympioniken ihres Landes an den Start. 1988 bei der zweiten Teilnahme der Philippinen ging erstmals ein philippinischer Rodler an den Start. 1992 war es wieder ein alpiner Skirennfahrer und 2014 ein Eiskunstläufer, die die Philippinen vertraten. 2018 gingen ein alpiner Skirennfahrer und ein Eiskunstläufer an den Start.

### Kunstwettbewerbe
Philippinische Künstler nahmen an den Olympischen Kunstwettbewerben von 1948 teil. Der Maler Hernando Ocampo reichte das Gouache Rebound ein, der Bildhauer Graciano Nepomuceno die Holzarbeit Sipa Player. Beide konnten sich nicht platzieren.

### Jugendspiele
Bei den ersten Jugend-Sommerspielen 2010 in Singapur traten neun Jugendliche, sieben Jungen und zwei Mädchen, in den Sportarten Basketball, Gewichtheben, Schwimmen, Taekwondo und Tennis an. 2014 in Nanjing nahmen zwei Jungen und fünf Mädchen im Schwimmen, Schießen, Bogenschießen, Triathlon, Turnen und in der Leichtathletik teil. Dabei gab es einen Olympiasieg, der allerdings nicht in der Medaillenbilanz der Philippinen berücksichtigt wird. Der Bogenschütze Luis Gabriel Moreno wurde mit der Chinesin Li Jiaman Olympiasieger in der Wertung für gemischte Mannschaften.
Auch bei der ersten Austragung der Jugend-Winterspiele 2012 in Innsbruck nahmen philippinische Jugendliche teil. Zwei Jungen traten im alpinen Skisport und im Eiskunstlauf an. Eiskunstläufer Michael Christian Martinez belegte Platz 7. Auf eine Teilnahme an den Jugend-Winterspielen 2016 in Lillehammer wurde verzichtet.

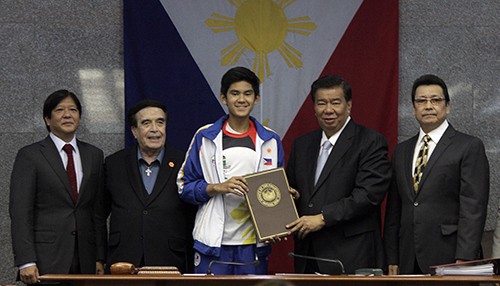
Luis Gabriel Moreno (Mitte), bei einer Ehrung. Links Senator Ferdinand Marcos Jr., 2. v. r. Senatsvorsitzender Franklin Drilon, rechts Senator Lito Lapid, 2.v.l. TV-Moderator German Moreno
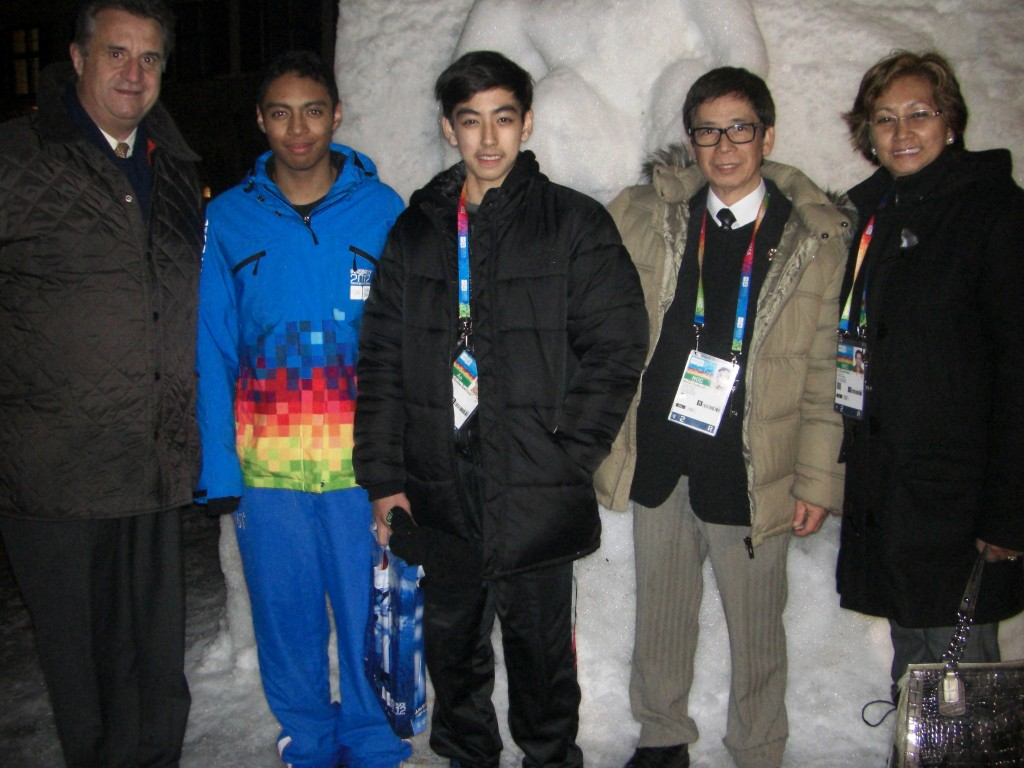
Die beiden Winter-Olympioniken Abel Tesfamariam (2.v.l.) und Michael Christian Martinez (3.v.l.) mit Konsul Traweger (l.), Manuel Veguillas (2.v.r.), Präsident der philippinischen Eislaufunion und Teresa Martinez, Mutter und Trainerin von Michael Christian

## IOC-Mitglied
Seit 2013 ist die ehemalige Springreiterin Mikaela Cojuangco-Jaworski IOC-Mitglied. Sie ist Mitglied der Kommissionen für Kommunikation, für die olympische Bildung und des Olympic Channel, des TV-Senders des IOC. Von 1985 bis 2013 war der Unternehmer Francisco Elizalde IOC-Mitglied. Seine Mitgliedschaft endete aus Altersgründen, seitdem ist er Ehrenmitglied.

## Übersicht der Teilnehmer

### Sommerspiele
| Jahr      | Athleten           | Athleten           | Athleten           | Flaggenträger      | Sportarten         | Sportarten         | Sportarten         | Sportarten         | Sportarten         | Sportarten         | Sportarten         | Sportarten         | Sportarten         | Sportarten         | Sportarten         | Sportarten         | Sportarten         | Sportarten         | Sportarten         | Sportarten         | Sportarten         | Sportarten         | Sportarten         | Sportarten         | Medaillen          | Medaillen          | Medaillen          | Medaillen          | Medaillen          |
| Jahr      | Gesamt             | m                  | w                  | Flaggenträger      | Leichtathletik     | Schwimmen          | Boxen              | Ringen             | Schießen           | Basketball         | Gewichtheben       | Segeln             | Judo               | Radsport           | Turnen             | Bogenschießen      | Fechten            | Rudern             | Reiten             | Badminton          | Taekwondo          | Wasserspringen     | Golf               | Tischtennis        |                    |                    |                    | Gesamt             | Rang               |
| --------- | ------------------ | ------------------ | ------------------ | ------------------ | ------------------ | ------------------ | ------------------ | ------------------ | ------------------ | ------------------ | ------------------ | ------------------ | ------------------ | ------------------ | ------------------ | ------------------ | ------------------ | ------------------ | ------------------ | ------------------ | ------------------ | ------------------ | ------------------ | ------------------ | ------------------ | ------------------ | ------------------ | ------------------ | ------------------ |
| 1896–1920 | nicht teilgenommen | nicht teilgenommen | nicht teilgenommen | nicht teilgenommen | nicht teilgenommen | nicht teilgenommen | nicht teilgenommen | nicht teilgenommen | nicht teilgenommen | nicht teilgenommen | nicht teilgenommen | nicht teilgenommen | nicht teilgenommen | nicht teilgenommen | nicht teilgenommen | nicht teilgenommen | nicht teilgenommen | nicht teilgenommen | nicht teilgenommen | nicht teilgenommen | nicht teilgenommen | nicht teilgenommen | nicht teilgenommen | nicht teilgenommen | nicht teilgenommen | nicht teilgenommen | nicht teilgenommen | nicht teilgenommen | nicht teilgenommen |
| 1924      | 1                  | 1                  | 0                  |                    | 1                  |                    |                    |                    |                    |                    |                    |                    |                    |                    |                    |                    |                    |                    |                    |                    |                    |                    |                    |                    |                    |                    |                    |                    |                    |
| 1928      | 4                  | 4                  | 0                  |                    | 2                  | 2                  |                    |                    |                    |                    |                    |                    |                    |                    |                    |                    |                    |                    |                    |                    |                    |                    |                    |                    |                    |                    | 1                  | 1                  | 32                 |
| 1932      | 8                  | 8                  | 0                  |                    | 1                  | 3                  | 4                  |                    |                    |                    |                    |                    |                    |                    |                    |                    |                    |                    |                    |                    |                    |                    |                    |                    |                    |                    | 3                  | 3                  | 25                 |
| 1936      | 28                 | 28                 | 0                  | Simeon Toribio     | 6                  | 5                  | 5                  | 1                  | 2                  | 9                  |                    |                    |                    |                    |                    |                    |                    |                    |                    |                    |                    |                    |                    |                    |                    |                    | 1                  | 1                  | 30                 |
| 1948      | 24                 | 24                 | 0                  |                    | 1                  | 2                  | 5                  | 1                  | 3                  | 10                 | 1                  |                    |                    |                    |                    |                    |                    |                    |                    |                    |                    |                    |                    |                    |                    |                    |                    |                    |                    |
| 1952      | 25                 | 25                 | 0                  |                    | 1                  | 1                  | 5                  | 1                  | 3                  | 12                 | 2                  |                    |                    |                    |                    |                    |                    |                    |                    |                    |                    |                    |                    |                    |                    |                    |                    |                    |                    |
| 1956      | 39                 | 35                 | 4                  |                    | 4                  | 8                  | 5                  | 3                  | 5                  | 12                 | 2                  |                    |                    |                    |                    |                    |                    |                    |                    |                    |                    |                    |                    |                    |                    |                    |                    |                    |                    |
| 1960      | 40                 | 36                 | 4                  |                    | 7                  | 8                  | 1                  |                    | 7                  | 12                 | 2                  | 3                  |                    |                    |                    |                    |                    |                    |                    |                    |                    |                    |                    |                    |                    |                    |                    |                    |                    |
| 1964      | 47                 | 40                 | 7                  | Manfredo Alipala   | 11                 | 2                  | 6                  | 4                  | 9                  |                    | 1                  | 3                  | 4                  | 4                  | 3                  |                    |                    |                    |                    |                    |                    |                    |                    |                    |                    | 1                  |                    | 1                  | 30                 |
| 1968      | 49                 | 45                 | 4                  |                    | 4                  | 7                  | 5                  | 4                  | 8                  | 12                 | 3                  | 1                  |                    | 3                  | 2                  |                    |                    |                    |                    |                    |                    |                    |                    |                    |                    |                    |                    |                    |                    |
| 1972      | 53                 | 48                 | 5                  | Jimmy Mariano      | 6                  | 7                  | 4                  | 3                  | 8                  | 12                 | 3                  | 3                  | 3                  | 1                  |                    | 3                  |                    |                    |                    |                    |                    |                    |                    |                    |                    |                    |                    |                    |                    |
| 1976      | 14                 | 13                 | 1                  |                    | 1                  | 2                  | 2                  |                    | 2                  |                    | 2                  | 3                  |                    |                    |                    |                    |                    |                    |                    |                    |                    |                    |                    |                    |                    |                    |                    |                    |                    |
| 1980      | nicht teilgenommen | nicht teilgenommen | nicht teilgenommen | nicht teilgenommen | nicht teilgenommen | nicht teilgenommen | nicht teilgenommen | nicht teilgenommen | nicht teilgenommen | nicht teilgenommen | nicht teilgenommen | nicht teilgenommen | nicht teilgenommen | nicht teilgenommen | nicht teilgenommen | nicht teilgenommen | nicht teilgenommen | nicht teilgenommen | nicht teilgenommen | nicht teilgenommen | nicht teilgenommen | nicht teilgenommen | nicht teilgenommen | nicht teilgenommen | nicht teilgenommen | nicht teilgenommen | nicht teilgenommen | nicht teilgenommen | nicht teilgenommen |
| 1984      | 19                 | 15                 | 4                  | Isidro del Prado   | 6                  | 4                  | 3                  |                    | 1                  |                    |                    | 1                  |                    | 4                  |                    |                    |                    |                    |                    |                    |                    |                    |                    |                    |                    |                    |                    |                    |                    |
| 1988      | 31                 | 26                 | 5                  | Joseph Buhain      | 4                  | 4                  | 6                  | 3                  |                    |                    | 3                  | 2                  | 3                  | 3                  |                    | 2                  | 1                  | 1                  |                    |                    |                    |                    |                    |                    |                    |                    | 1                  | 1                  | 46                 |
| 1992      | 26                 | 23                 | 3                  | Arlo Chavez        | 3                  | 5                  | 6                  |                    | 2                  |                    |                    | 4                  | 2                  | 2                  |                    |                    | 1                  |                    | 1                  |                    |                    |                    |                    |                    |                    |                    | 1                  | 1                  | 53                 |
| 1996      | 12                 | 7                  | 4                  | Raynaldo Galido    | 2                  | 2                  | 5                  |                    | 1                  |                    |                    |                    |                    |                    |                    |                    |                    |                    | 1                  | 1                  |                    |                    |                    |                    |                    | 1                  |                    | 1                  | 61                 |
| 2000      | 20                 | 11                 | 9                  | Donald Geisler     | 2                  | 4                  | 4                  |                    | 1                  |                    |                    |                    |                    |                    |                    | 1                  |                    | 1                  | 1                  |                    | 4                  | 2                  |                    |                    |                    |                    |                    |                    |                    |
| 2004      | 16                 | 12                 | 4                  | Christopher Camat  | 2                  | 5                  | 4                  |                    | 2                  |                    |                    |                    |                    |                    |                    | 1                  |                    |                    |                    |                    | 3                  |                    |                    |                    |                    |                    |                    |                    |                    |
| 2008      | 15                 | 10                 | 5                  | Manny Pacquiao     | 2                  | 5                  | 1                  |                    | 1                  |                    | 1                  |                    |                    |                    |                    | 1                  |                    |                    |                    |                    | 2                  | 2                  |                    |                    |                    |                    |                    |                    |                    |
| 2012      | 11                 | 7                  | 4                  | Hidilyn Diaz       | 2                  | 2                  | 1                  |                    | 1                  |                    | 1                  |                    | 1                  | 1                  |                    | 2                  |                    |                    |                    |                    |                    |                    |                    |                    |                    |                    |                    |                    |                    |
| 2016      | 13                 | 7                  | 6                  | Ian Lariba         | 3                  | 2                  | 2                  |                    |                    |                    | 2                  |                    | 1                  |                    |                    |                    |                    |                    |                    |                    | 1                  |                    | 1                  | 1                  |                    | 1                  |                    | 1                  | 69                 |
| Gesamt    | Gesamt             | Gesamt             | Gesamt             | Gesamt             | Gesamt             | Gesamt             | Gesamt             | Gesamt             | Gesamt             | Gesamt             | Gesamt             | Gesamt             | Gesamt             | Gesamt             | Gesamt             | Gesamt             | Gesamt             | Gesamt             | Gesamt             | Gesamt             | Gesamt             | Gesamt             | Gesamt             | Gesamt             | 0                  | 3                  | 7                  | 10                 | 102                |

### Winterspiele
| Jahr      | Athleten           | Athleten           | Athleten           | Flaggenträger              | Sportarten         | Sportarten         | Sportarten         | Medaillen          | Medaillen          | Medaillen          | Medaillen          | Medaillen          |
| Jahr      | Gesamt             | m                  | w                  | Flaggenträger              | Ski Alpin          | Rodeln             | Eiskunstlauf       |                    |                    |                    | Gesamt             | Rang               |
| --------- | ------------------ | ------------------ | ------------------ | -------------------------- | ------------------ | ------------------ | ------------------ | ------------------ | ------------------ | ------------------ | ------------------ | ------------------ |
| 1924–1968 | nicht teilgenommen | nicht teilgenommen | nicht teilgenommen | nicht teilgenommen         | nicht teilgenommen | nicht teilgenommen | nicht teilgenommen | nicht teilgenommen | nicht teilgenommen | nicht teilgenommen | nicht teilgenommen | nicht teilgenommen |
| 1972      | 2                  | 2                  | 0                  |                            | 2                  |                    |                    |                    |                    |                    |                    |                    |
| 1976–1984 | nicht teilgenommen | nicht teilgenommen | nicht teilgenommen | nicht teilgenommen         | nicht teilgenommen | nicht teilgenommen | nicht teilgenommen | nicht teilgenommen | nicht teilgenommen | nicht teilgenommen | nicht teilgenommen | nicht teilgenommen |
| 1988      | 1                  | 1                  | 0                  | Raymund Ocampo             |                    | 1                  |                    |                    |                    |                    |                    |                    |
| 1992      | 1                  | 1                  | 0                  | Michael Teruel             | 1                  |                    |                    |                    |                    |                    |                    |                    |
| 1994–2010 | nicht teilgenommen | nicht teilgenommen | nicht teilgenommen | nicht teilgenommen         | nicht teilgenommen | nicht teilgenommen | nicht teilgenommen | nicht teilgenommen | nicht teilgenommen | nicht teilgenommen | nicht teilgenommen | nicht teilgenommen |
| 2014      | 1                  | 1                  | 0                  | Michael Christian Martinez |                    |                    | 1                  |                    |                    |                    |                    |                    |
| 2018      | 2                  | 0                  | 2                  | Asa Miller                 | 1                  |                    | 1                  |                    |                    |                    |                    |                    |
| 2022      | 1                  | 0                  | 1                  | Asa Miller                 | 1                  |                    |                    |                    |                    |                    |                    |                    |
| Gesamt    | Gesamt             | Gesamt             | Gesamt             | Gesamt                     | Gesamt             | Gesamt             | Gesamt             | 0                  | 0                  | 0                  | 0                  | -                  |

## Liste der Medaillengewinner

### Goldmedaillen
| Name         | Spiele     | Sportart     | Disziplin    | Anmerkung |
| ------------ | ---------- | ------------ | ------------ | --------- |
| Hidilyn Diaz | 2020 Tokio | Gewichtheben | Gewichtheben |           |

### Silbermedaillen
| Name               | Spiele              | Sportart     | Disziplin          | Anmerkung |
| ------------------ | ------------------- | ------------ | ------------------ | --------- |
| Anthony Villanueva | 1964 Tokio          | Boxen        | Federgewicht       |           |
| Mansueto Velasco   | 1996 Atlanta        | Boxen        | Halbfliegengewicht |           |
| Hidilyn Diaz       | 2016 Rio de Janeiro | Gewichtheben | Federgewicht       |           |

### Bronzemedaillen
| Name              | Spiele           | Sportart       | Disziplin          | Anmerkung              |
| ----------------- | ---------------- | -------------- | ------------------ | ---------------------- |
| Teófilo Yldefonso | 1928 Amsterdam   | Schwimmen      | 200 Meter Brust    | erster Medaillengewinn |
| Teófilo Yldefonso | 1932 Los Angeles | Schwimmen      | 200 Meter Brust    |                        |
| José Villanueva   | 1932 Los Angeles | Boxen          | Bantamgewicht      |                        |
| Simeon Toribio    | 1932 Los Angeles | Leichtathletik | Hochsprung         |                        |
| Miguel White      | 1936 Berlin      | Leichtathletik | 400 Meter Hürden   |                        |
| Leopoldo Serantes | 1988 Seoul       | Boxen          | Halbfliegengewicht |                        |
| Roel Velasco      | 1992 Barcelona   | Boxen          | Halbfliegengewicht |                        |

## Medaillen nach Sportart
| Sportart       | Gold | Silber | Bronze | Gesamt |
| Boxen          | 0    | 2      | 3      | 5      |
| Gewichtheben   | 1    | 1      | 0      | 1      |
| Leichtathletik | 0    | 0      | 2      | 2      |
| Schwimmen      | 0    | 0      | 2      | 2      |
| Gesamt         | 0    | 3      | 7      | 10     |